# Arquitectura del pandemoni

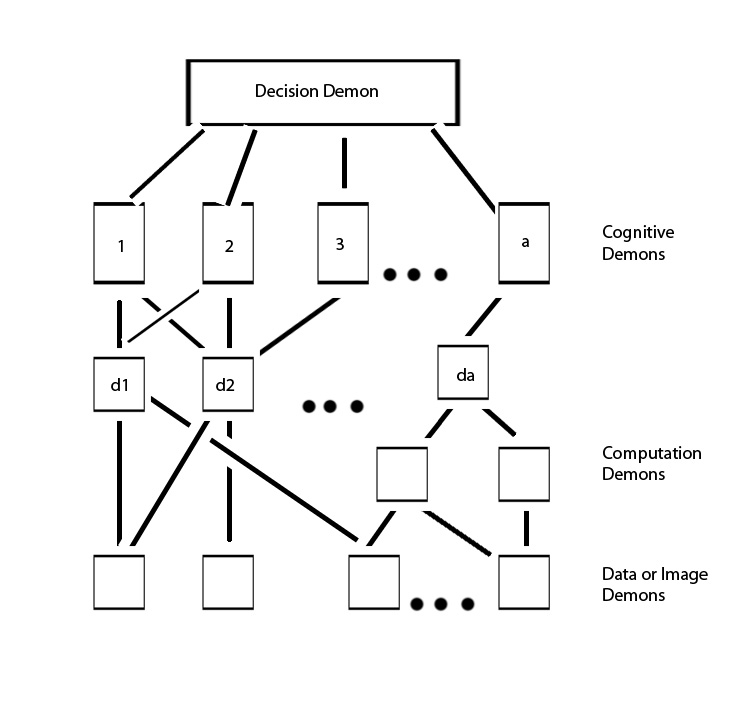
El model de pandemoni original proposat per Oliver Selfridge el 1959.

L'arquitectura del pandemoni és una teoria de la ciència cognitiva que descriu com les imatges visuals són processades pel cervell. Té aplicacions en intel·ligència artificial i reconeixement de patrons. La teoria va ser desenvolupada pel pioner de la intel·ligència artificial Oliver Selfridge el 1959. Descriu el procés de reconeixement d'objectes com un sistema jeràrquic de detecció i associació per part d'un conjunt metafòric de "dimonis" que s'envien senyals entre si. Aquest model es reconeix ara com la base de la percepció visual a la ciència cognitiva.
L'arquitectura del pandemoni va sorgir com a resposta a la incapacitat de les teories de concordança de plantilles per oferir una explicació biològicament plausible del fenomen de la constància de la imatge. Investigadors contemporanis lloen aquesta arquitectura per la seva elegància i creativitat; que la idea de tenir múltiples sistemes independents (per exemple, detectors de característiques) treballant en paral·lel per abordar els fenòmens de constància de la imatge del reconeixement de patrons és poderosa però senzilla. La idea bàsica de l'arquitectura del pandemoni és que primer es percep un patró en les seves parts abans que el "tot".
L'arquitectura Pandemonium va ser un dels primers models computacionals en reconeixement de patrons. Tot i que no és perfecta, l'arquitectura del pandemoni va influir en el desenvolupament dels models moderns conexionistes, intel·ligència artificial i reconeixement de paraules.
L'arquitectura del pandemoni va ser desenvolupada originalment per Oliver Selfridge a finals de la dècada de 1950. L'arquitectura està formada per diferents grups de "dimonis" que treballen de manera independent per processar l'estímul visual. Cada grup de dimonis s'assigna a una etapa específica en reconeixement, i dins de cada grup, els dimonis treballen en paral·lel. Hi ha quatre grans grups de dimonis a l'arquitectura original.